# Marcos Méndez
Marcos Méndez ist ein ehemaliger mexikanischer Squashspieler.

## Karriere
Marcos Méndez begann seine professionelle Karriere in der Saison 1994 und spielte bis 2007 auf der PSA World Tour. Auf dieser gewann er einen Titel. Seine höchste Platzierung in der Weltrangliste erreichte er im Juli 1999 mit Position 154. 1998 wurde er Panamerikameister im Einzel. Bei Panamerikanischen Spielen gewann er mit der mexikanischen Mannschaft 2003 und 2007 die Bronzemedaille. Außerdem gehörte er 1999 zum Kader.

## Erfolge
- Panamerikameister: 1998
- Gewonnene PSA-Titel: 1
- Panamerikanische Spiele: 2 × Bronze (Mannschaft 2003 und 2007)